# 里氏深海鰩
里氏深海鰩（學名：Bathyraja richardsoni），為軟骨魚綱鰩目單鰭鰩科深海鰩屬的一種，分布於東北大西洋比斯開灣西北部、西北大西洋加拿大拉布拉多半島南部到美國新英格蘭、西南太平洋紐西蘭庫克海峽海域，深度803至2500公尺  Their length can reach 1.75 m.，本魚體盤呈菱形，體色灰色，身體和尾巴上沒有刺，體長可達175公分，棲息在大陸坡及深海平原沙泥底質海域，為底棲性魚類，卵生，雌魚會產下有角的卵囊，屬肉食性，以硬骨魚及甲殼類為食，生活習性不明。